# ماکاها (هاوایی)
ماکاها (به انگلیسی: Mākaha) یک منطقهٔ مسکونی در ایالات متحده آمریکا است که در هاوایی واقع شده‌است. ماکاها ۱۳٫۶ کیلومتر مربع مساحت و ۸٬۲۷۸ نفر جمعیت دارد و ۶ متر بالاتر از سطح دریا واقع شده‌است.